# NGC 2497
NGC 2497 é uma galáxia elíptica (E-S0) localizada na direcção da constelação de Lynx. Possui uma declinação de +56° 56' 32" e uma ascensão recta de 8 horas, 02 minutos e 11,1 segundos.
A galáxia NGC 2497 foi descoberta em 18 de Março de 1790 por William Herschel.